# خانقاه سادات
خانقاه سادات روستایی است که در استان اردبیل، شهرستان خلخال، بخش مرکزی، دهستان خانندبیل شرقی قرار دارد.
امامزاده دانیال بن موسی کاظم در جوار این روستا قرار دارد.
این امام زاده که برادر ناتنی امام رضا (ع) می باشد در مراسمات مذهبی، اهالی و شهرهای اطراف جهت زیارت به این مکان روی می‌آورند
از این روستا یک جاده به گیلان وجود دارد که برای کوهنوردی و جنگل نوردی مسیر بسیار مناسبی میباشد به لحاظ تاریخی پیدایش روستا همزمان با حضور حضرت دانیال بن موسی بن جعفر علیه السلام میباشد، در اصل این روستا فرزندان حاصل از امام زاده بزرگوار میباشد
یک منطقه باستانی به نام چهل خانه در جوار روستا وجود دارد که مطالعه دقیقی جهت شناخت از تاریخ دقیق آن منطقه باستانی صورت نگرفته
روستای خانقاه سادات به سبب سید بودن تمام اهالی اصلی اش هیچگاه دارای خان و ارباب نبوده و به صورت شورایی اداره می شده است. 
(زیرا خان اندبیل روستای خانقاه سادات وزمین های اطرافش را به عنوان جهاز دخترش به دامادش سید دانیال هدیه داده اعطا کرده است کرده است.) 
روستای خانقاه سادات محل زندگی افراد بزرگی از جمله      ؛   میر عبدالحد معافی خانقاه سادات از مبارزان به نام مشروطه بوده است؛ وسید  غنی نظری خانقاه نماینده دوره یازدهم خلخال و کوثر در در مجلس شورای اسلامی زاده ‌همین روستاست. کارخانه نئوپان شهر خلخال  و زندان جدید شهر در جوار این روستا میباشد 
روستای خانقاه سادات آخرین روستای استان اردبیل است و بعد از آن استان گیلان آغاز میگردد  
خانواده های معافی، همایونی ، اعلایی، نظری و... خانواده های ساکن این روستا هستند
اقتصاد این روستا بر پایه دامداری و کشاورزی وزنبورداری میباشد

## جمعیت
بر اساس سرشماری سال ۱۳۸۵ جمعیت این روستا ۳۰۴ نفر با ۷۰ خانوار بوده‌است.